# Lemme de Riesz
Pour les articles homonymes, voir Théorème de Riesz.
Le lemme de Riesz, dû au mathématicien Frigyes Riesz, est un résultat d'analyse fonctionnelle sur les sous-espaces vectoriel fermés d'un espace vectoriel normé réel. Sa principale conséquence est le théorème de Riesz, selon lequel un espace vectoriel normé réel est de dimension finie si et seulement si ses boules fermées sont compactes. Plus généralement, un espace vectoriel topologique réel séparé est de dimension finie si et seulement s'il est localement compact. Ce théorème établit donc une équivalence entre une propriété algébrique et une propriété topologique.

## Énoncé du lemme
Soient E un espace vectoriel normé réel, F un sous-espace vectoriel fermé (non-trivial) et r un réel strictement inférieur à 1.
Si F n'est pas égal à E tout entier, alors il existe dans E un vecteur u tel que {\displaystyle \|u\|=1\qquad {\text{et}}\qquad \mathrm {d} (u,F)\geq r}.
Dans cet énoncé, d(u,F) désigne la distance entre u et F pour la distance associée à la norme, c'est-à-dire que
Par contraposée, ce lemme équivaut à :
Soient E un espace vectoriel normé réel et G un sous-espace vectoriel quelconque.
S'il existe un réel r strictement inférieur à 1 tel que pour tout vecteur unitaire u de E on ait d(u,G) < r, alors G est dense dans E.

## Théorème de Riesz
Théorème — Soit E un espace vectoriel normé réel. Les quatre propositions suivantes sont équivalentes :
1. E est de dimension finie ;
2. toute partie bornée de E est relativement compacte (c'est-à-dire d'adhérence compacte) ;
3. la boule unité fermée de E est compacte ;
4. E est localement compact.

Cet énoncé,, s'applique aussi aux espaces vectoriels normés complexes, puisqu'ils sont (par oubli de structure) des espaces vectoriels normés réels.

### Contre-exemples sur d'autres corps
Dans les espaces vectoriels normés sur un corps valué autre que ℝ, on trouve des contre-exemples lorsque le corps est non localement compact (comme le corps des rationnels) ou lorsqu'il est discret (comme les corps finis) :
- ℝ est un ℚ-espace vectoriel de dimension infinie et normé par la valeur absolue usuelle, mais sa boule unité fermée est compacte, toute partie bornée est relativement compacte et l'ensemble est localement compact ;
- Inversement, ℚ est un ℚ-espace vectoriel de dimension 1 mais aucun voisinage de l'origine n'est compact ;
- L'espace des suites à valeurs dans le corps F2, muni de la norme constante égale à 1 en dehors de la suite nulle, est localement compact (car discret) mais de dimension infinie et sa boule unité fermée n'est pas compacte.

### Généralisation aux espaces vectoriels topologiques
Si E est seulement un espace vectoriel topologique réel séparé, on a encore :

E est localement compact si et seulement s'il est de dimension finie.
La démonstration du sens direct repose essentiellement sur la définition de la compacité et sur l'existence, dans E localement compact, d'un voisinage ouvert du vecteur nul d'adhérence compacte (dans le cas d'un espace vectoriel normé, ce voisinage B peut être choisi égal à la boule unité ouverte).